# Harro Bode
Harro Bode (20 de febrero de 1951) es un deportista alemán que compitió para la RFA en vela en la clase 470.
Participó en los Juegos Olímpicos de Montreal 1976, obteniendo una medalla de oro en la clase 470. Ganó una medalla de bronce en el Campeonato Europeo de 470 de 1975.

## Palmarés internacional
| Juegos Olímpicos   | Juegos Olímpicos         | Juegos Olímpicos  | Juegos Olímpicos |
| Año                | Lugar                    | Medalla           | Clase            |
| ------------------ | ------------------------ | ----------------- | ---------------- |
| 1976               | Montreal (Canadá)        | Medalla de oro    | 470              |
| Campeonato Europeo |                          |                   |                  |
| Año                | Lugar                    | Medalla           | Clase            |
| 1975               | Stokes Bay (Reino Unido) | Medalla de bronce | 470              |